# Nadine Krause
Pour les articles homonymes, voir Krause.
Ne doit pas être confondu avec Barbara Krause ou Roswitha Krause.
Nadine Krause, née le 25 mars 1982 à Waiblingen, est une ancienne handballeuse allemande. Considérée comme l'une des meilleures joueuses du monde dans les années 2000, elle a été élue meilleure joueuse du monde par l'IHF pour l'année 2006

## Biographie

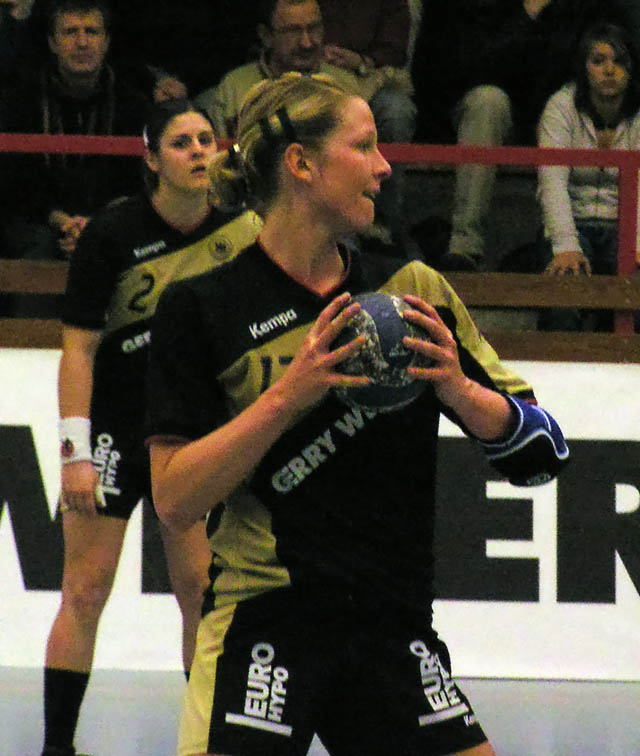
Nadine Krause au jet de 7 m sous le maillot national

Après avoir commencé le handball très jeune, et joué dans les clubs de Waiblingen et Blomberg-Lippe, Nadine Krause a évolué pendant 6 saisons au Bayer Leverkusen, l'un des meilleurs clubs allemands, au sein duquel elle a été élue à plusieurs reprises "handballeuse de l'année" en Allemagne. Au cours de l'été 2007, elle a rejoint le club danois du FCK Handbold, en compagnie notamment de sa compatriote Maren Baumbach. Le fait d'évoluer dans le championnat danois, considéré comme le meilleur du monde pour le handball féminin, lui a permis de franchir un palier supplémentaire dans sa progression. Elle a été  la meilleure marqueuse du championnat du Danemark pour la saison 2007/2008 avec 153 buts inscrits en 22 journées de championnat. Elle a ainsi fortement contribué à la qualification du FCK Handbold pour les play-offs du championnat du Danemark, une première dans l'histoire du club. Lors de la saison 2008/2009, elle se qualifie avec son club pour le tour principal de la Ligue des champions. Éliminé de cette compétition, le FCK Handbold remporte ensuite en mai 2009  la Coupe des vainqueurs de coupe, premier trophée jamais remporté par le club.
Nadine Krause a débuté en équipe nationale allemande en 1999, à l'âge de 17 ans. Elle a été la meilleure marqueuse du championnat du monde 2005 et du championnat d'Europe 2006 (où elle figurait dans le All Star Team de la compétition). En décembre 2007, elle a terminé avec l'Allemagne 3e du championnat du monde. Après des Jeux Olympiques décevants, l'Allemagne retrouve sa place parmi le gotha européen en terminant 4e du Championnat d'Europe 2008 disputé en Macédoine. Blessée à la tête lors du deuxième match de la compétition, Nadine Krause reprend ensuite sa place dans l'équipe pour participer à la qualification pour les demi-finales. Elle a inscrit depuis le début de sa carrière internationale plus de 700 buts avec l'équipe d'Allemagne. En mai 2009, elle décide de faire une courte pause dans sa carrière internationale avant de faire son retour en septembre. Une blessure à l'épaule la prive toutefois d'une participation au Championnat du monde en Chine en décembre, ainsi que de nombreux matches avec son club.
La saison 2009-2010 est difficile pour elle puisqu'elle doit rester éloignée des terrains une bonne partie de la saison. Son club connaît également de graves problèmes financiers, ce qui contraint les joueuses à trouver une autre destination. Elle retourne alors dans son pays natal, d'abord à Blomberg durant une saison, puis au Bayer Leverkusen  (deux clubs dans lesquels elle avait évolué précédemment.Nadine Krause fait son retour en équipe nationale en avril 2010.
Joueuse très complète, Nadine Krause, qui évolue au poste d'arrière gauche, a été élue meilleure joueuse du monde par l'IHF pour l'année 2006. Elle a été la première joueuse allemande à obtenir cette distinction.

## Palmarès

### Club
compétitions internationales 
- vainqueur de la Coupe Challenge en 2005 (avec Bayer Leverkusen)
- vainqueur de la Coupe des vainqueurs de coupe en 2009 (avec FCK Håndbold)

 compétitions nationales 
- vainqueur de la coupe d'Allemagne en 2002 (avec Bayer Leverkusen)
- vainqueur de la coupe du Danemark en 2010 (avec FCK Håndbold)

### Sélection nationale
Jeux olympiques 
- 11e place[3] aux Jeux olympiques de 2008 à Pékin,  Chine

championnat du monde
- Médaille de bronze au Championnat du monde 2007,  France
- 6e place au Championnat du monde 2005,  Russie

championnat d'Europe 
- 4e place au Championnat d'Europe 2008,  Macédoine
- 4e place au Championnat d'Europe 2006,  Suède

junior
- Médaille de bronze au Championnat du monde junior 2001
- Médaille de bronze au Championnat d'Europe junior 2003

autres
- Débuts en équipe d'Allemagne le 23 novembre 1999 contre la  Roumanie
- 188 sélections et 741 buts

### Récompenses individuelles
- Meilleure handballeuse de l'année IHF 2006
- Élue meilleure joueuse allemande en 2005 et 2006
- Élue meilleure joueuse du championnat d'Allemagne en 2005, 2006 et 2007
- Meilleure arrière gauche du Championnat d'Europe 2006
- Meilleure marqueuse du Championnat du monde 2005
- Meilleure marqueuse du Championnat d'Europe 2006
- Meilleure marqueuse du championnat d'Allemagne en 2005 et 2006
- Meilleure marqueuse du championnat du Danemark en 2008